# ESV Schwerin
Der ESV (Eisenbahner Sport Verein) Schwerin ist ein Sportverein in Schwerin mit den Schwerpunkten Faustball, Handball und Fußball. Im Faustball spielen die Mannschaften des Vereins in der Bundesliga Nord (Frauen) bzw. in der 2. Bundesliga Ost (Herren).

## Geschichte
Die Historie des Vereins beginnt im Jahr 1949 mit der Gründung der Betriebssportgemeinschaft Lokomotive Schwerin. 1978 hat der Verein 1320 Mitglieder, davon sind 59,2 % Kinder und Jugendliche. Im Juli 1990 wurde der Verein umbenannt in Eisenbahner Sportverein Schwerin e.V. Im Jahr 2009 zählte der Verein ca. 500 Mitglieder.

### Chronik
- 1. März 1949 Gründung der Betriebssportgemeinschaft Lokomotive Schwerin mit 163 Mitgliedern (Gründungssektionen: Schach, Turnen, Leichtathletik und Rodeln)
- 1950 Gründung Sektion Kegeln
- 1950 Gründung Sektion Faustball
- 1952 Gründung Sektion Schwimmen
- 1953 Gründung Sektion Hockey
- 1957 Gründung Sektion Handball
- 1962 Gründung Sektion Basketball
- 1964 Gründung Sektion Wassersport
- 1967 Gründung Abteilung Kinderturnen in der Sektion Turnen
- 1968 Gründung Sektion Federball / Badminton
- 1969 Gründung Sektion Wandern, Bergsteigen und Orientierungslauf
- 1973 Gründung Sektion Volleyball
- 1973 Gründung Sektion Radsport
- 1976 Gründung Sektion Allgemeine Sportgruppen
- 19. Juli 1990 Umbenennung: der Eisenbahner Sportverein Schwerin e.V wird Rechtsnachfolger der BSG Lok Schwerin
- 1997 Gründung Abteilung Fußball
- 2001 Gründung der Abteilung Fitness- und Speedskaten

## Abteilungen
Neben Faustball, Fußball und Handball bietet der Verein auch Inlineskaten, Volleyball, Gymnastik und Wassersport an.
Im Bereich Fußball werden allerdings nur Jugendmannschaften von den G-Junioren bis zu den D-Junioren betreut.

## Erfolge
Bis 1991 erkämpften Faustballer des Vereins 42 DDR-Meistertitel, hinzu kamen vier im Jahre 1991 errungene Faustball-Meister-Ost.
Darüber hinaus konnten in den letzten Jahren folgende sportlichen Erfolge im weiblichen Nachwuchsbereich erreicht werden:
- 1997 Deutscher Meister AK 14 Feldfaustball
- 1998 Deutscher Meister AK 16 Hallenfaustball
- 1998 Deutscher Meister AK 14 Feldfaustball
- 1998 Deutscher Vizemeister AK 18 Feldfaustball
- 1999 Deutscher Vizemeister AK 16 Hallenfaustball
- 1999 Deutsche Meisterschaften 3. Platz AK 18 Feldfaustball
- 2000 Deutscher Vizemeister AK 18 Hallenfaustball
- 2001 Deutscher Vizemeister AK 18 Hallenfaustball

## Sportstätten
Neben dem Sportplatz „Friesensportplatz“ in der Weststadt (Schwerin) nutzt der ESV mehrere Sporthallen anderer Stadtteile.